# 아메리칸 닌자
《아메리칸 닌자》(American Ninja)는 미국에서 제작된 샘 퍼스텐버그 감독의 1985년 액션, 모험 영화이다. 마이클 듀디코프 등이 주연으로 출연하였고 메나헴 골란 등이 제작에 참여하였다.

## 출연

### 주연
- 마이클 듀디코프
- 스티브 제임스
- 주디 애론슨
- 귀치 쿡
- 존 후지오카

### 조연
- 필 브락
- 돈 스튜어트
- 존 라모타
- 야마시타 타다시

## 기타
- 협력프로듀서: 애비 클라인버거
- 협력프로듀서: 지데온 아미르